# Ponte Kanchanaphisek
Il ponte Kanchanaphisek (in thailandese สะพานกาญจนาภิเษก, saphan Kanchanapisek) è un ponte strallato situato in provincia di Samut Prakan, che fa parte della regione metropolitana di Bangkok, in Thailandia.

## Descrizione

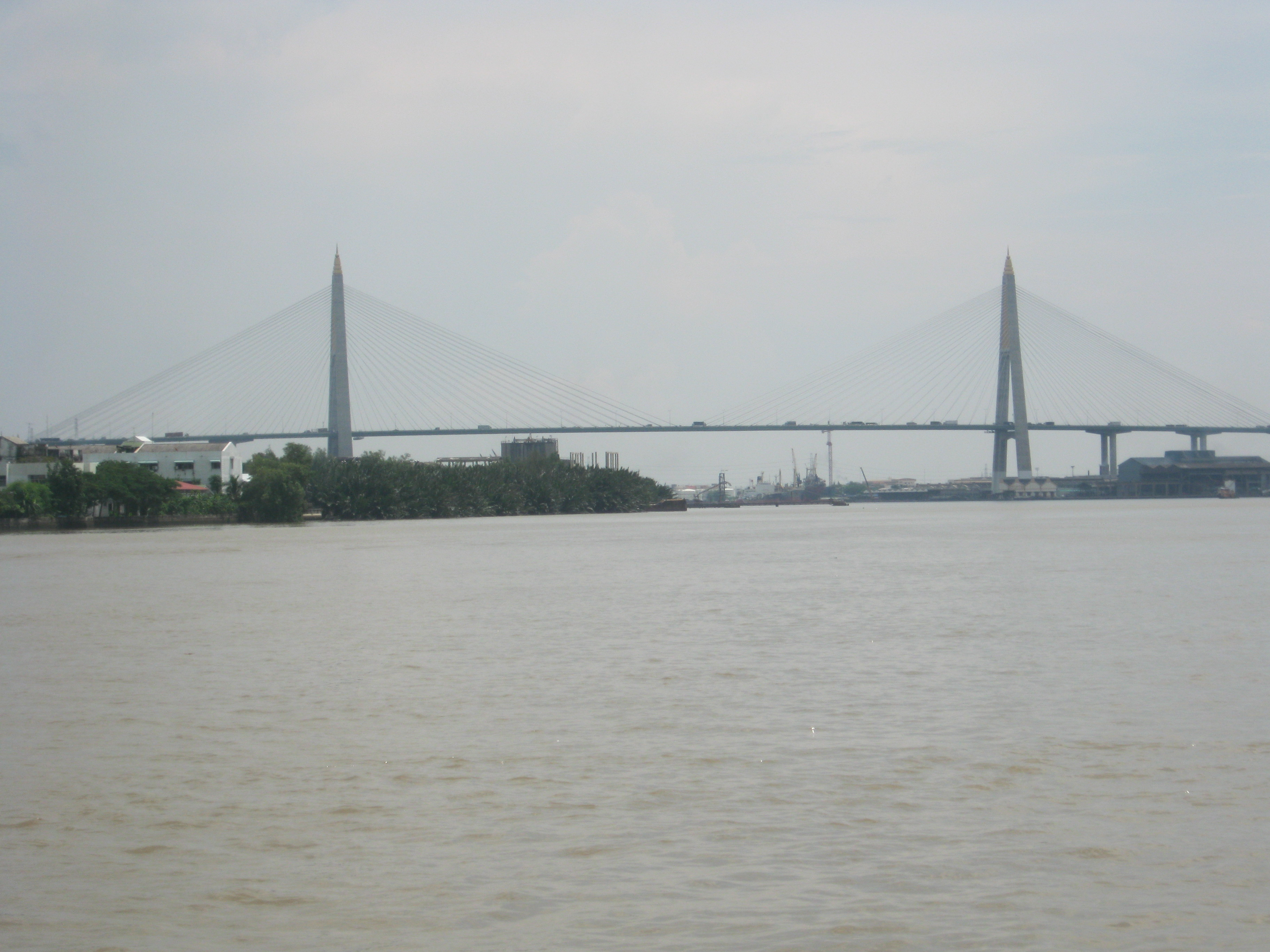
Panoramica del ponte

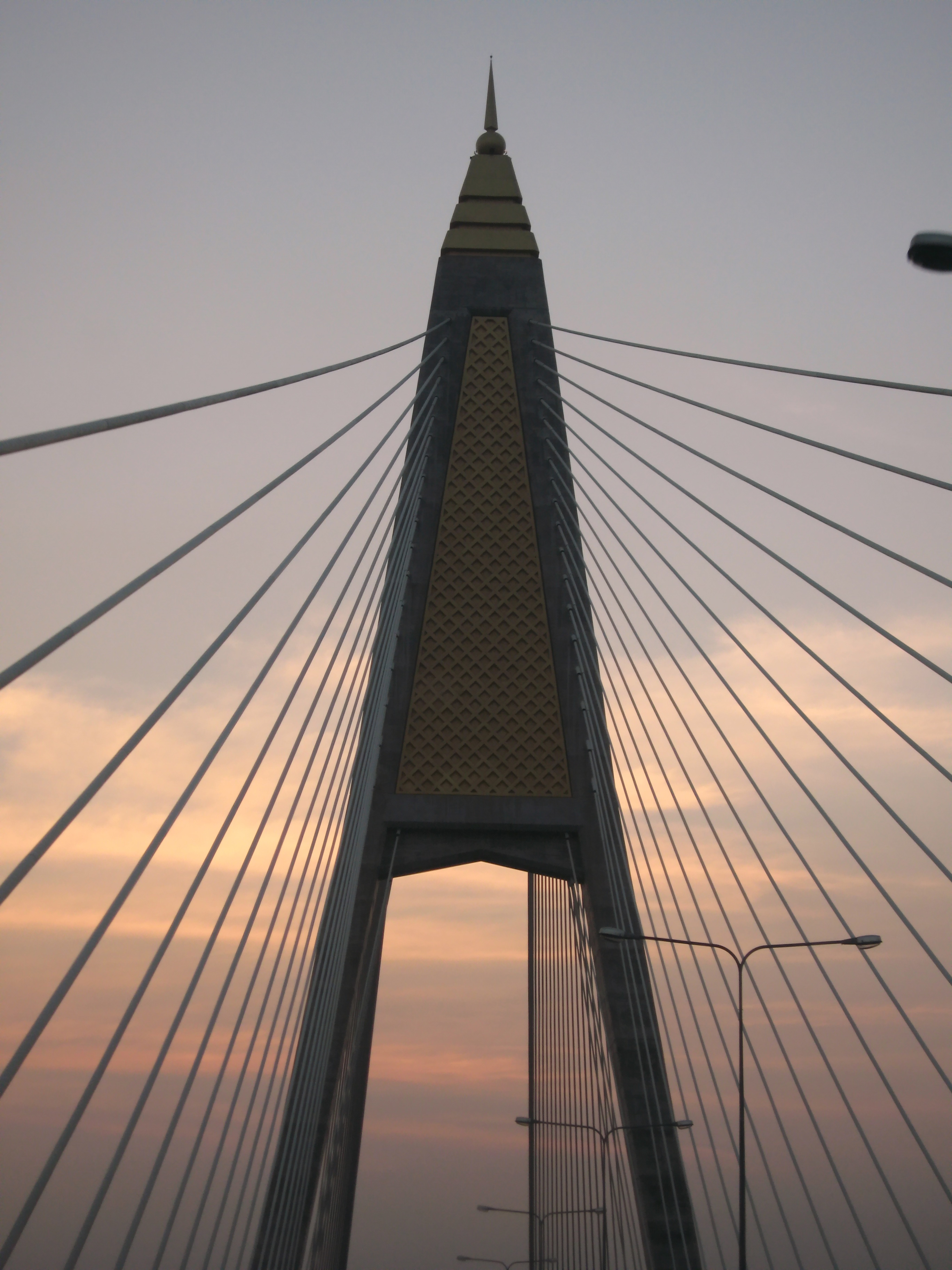
Parte superiore di un pilastro

Il ponte attraversa il fiume Chao Phraya nella provincia di Samut Prakan e fa parte della circonvallazione esterna autostradale di Bangkok. Fu aperto al traffico il 15 novembre 2007. La sua campata principale è lunga 500 metri, mentre la lunghezza totale è di 941 metri. È largo 36,7 metri e presenta due carreggiate di 4 corsie ciascuna. I due piloni sono alti 187,6 metri.
Il nome deriva dalla parola thailandese per la cerimonia del 50º anniversario dell'incoronazione del re Bhumibol Adulyadej.
È stato progettato dall'azienda statunitense Parsons Brinckerhoff e quando fu inaugurato era il ponte più lungo della Thailandia. I piloni incorporano elementi dell'architettura tradizionale thailandese, come i reticoli dorati nella parte alta e le sfere e i pinnacoli sulla sommità.